# المقوقس
الْمُقَوْقِس (بالقبطية: ⲭⲁⲩⲕⲓⲁⲛⲟⲥ ،ⲕⲁⲩⲭⲓⲟⲥ)‏ في التّاريخ الإسلامي هو عظيم القبط في فترة ما قبل وأثناء الفتح الإسلامي لمصر. غالبًا ما ينسب إلى البطريرك  جرجس بن مينا بركيوبس القبطي و احيانا ينسب كيرس أو كيرولوس اليوناني الذي كان بطريركًا ملكانيًّا متوليًا كرسي كنيسة الإسكندرية في القرن السّابع، وأحد واضعي عقيدة المشيئة الواحدة، وآخر حاكم بيزنطي لمصر. وقد عينه هرقل إمبراطور بيزنطة واليًا عليها وبطريركًا لكنيسة الإسكندرية سنة 631 ضد رغبة الأقباط الذين كانوا يتبعون المذهب اليعقوبي. وجهة نظر بديلة تنسب المقوقس إلى الوالي الساساني على مصر. توفي حوالي سنة 641 م.
لم يكن المقوقس اسمًا لرجل، وإنما كان لقبًا أو اسمًا لوظيفة، فهو تعريب للكلمة اليونانية Μεγαλειότατος (مِِغَلْيُوتَتُس) والتي تعني «جلالته» أو «صاحب الجلالة»، وهو لقب كان يستخدم كتتويج في الإمبراطوريّة البيزنطيّة ولبطاركتها.[بحاجة لمصدر] وقد ظهر هذا اللّفظ في رسالة رسول الله صلى الله عليه وسلم إلى المقوقس عظيم القبط، ثم عاد إلى الظّهور مرّة أخرى في أحداث فتح مصر.

## رسالة النبي محمّد
أرسل الرّسول محمّد رسالة جاء فيها:
 وتقول الرواية: إنّ المقوقس لمّا قرأ الكتاب سأل حامله حاطب بن أبي بلتعة: ما منع صاحبك إن كان نبيًّا أن يدعو على من أخرجُوه من بلده فيسلّط الله عليهم السّوء؟ فقال حاطب: وما منع عيسى أن يدعو على أولئك الّذين تآمروا عليه ليقتلوه فيسلّط الله عليهم ما يستحقون؟ قال المقوقس: أنت حكيم جئت من عند حكيم.
استقبل المقوقس الرّسالة بالإكرام، وأمر بوضع الخطاب في نعش عاجي لحفظه في خزانة الحكومة بأمان، وأهدى النّبي محمّد جاريتين أختين هما مارية القبطية وسيرين ابنتا شمعون، بالإضافة إلى ملابس وبغلة تدعى دلدل. وفي رواية أخرى بعث المقوقس بطبيب ولكن النبي محمدًا ردّه قائلا «اذهب لا حاجة لنا بك، نحن قوم لا نأكل حتى نجوع، وإذا أكلنا لا نشبع».
ذكر الطبري أنّ الوفد قد تمّ إرساله في شهر ذي الحجة 6 هـ، (أبريل أو مايو 628). يقول ابن سعد إنّ المقوقس أرسل هداياه إلى الرّسول محمّد في 7 هـ (بعد مايو 628). يتماشى ذلك مع تأكيده أن مارية حملت إبراهيم بن محمّد في أواخر مارس أو أبريل  630، لذلك وصلت مارية إلى المدينة قبل يوليو 629.
تمّ حِفظ رسالة الرّسول محمّد إلى المقوقس في دير أخميم المسيحي في مصر.[بحاجة لمصدر] وهناك ألصقها راهب على كتابه المقدس. كانت الرّسالة مكتوبة على ورق الرق. من هناك، حصل عليها مستشرق فرنسي وباعها إلى السلطان عبد المجيد العثماني، مقابل 300 جنيه استرليني.[بحاجة لمصدر] ثبّت السّلطان الرّسالة في إطار ذهبي وحفظها في خزانة القصر الملكي، إلى جانب الآثار الأخرى المقدّسة. أكّد بعض العلماء المسلمين أنّ الرّسالة كتبها أبو بكر الصديق.[بحاجة لمصدر]

## في السينما والتلفزيون
قُدِّمت شخصية المقوقس في أكثر من عمل فني، منها:
- مسلسل محمد رسول الله إلي العالم من إنتاج التليفزيون المصري في سنة 1993، وقدَّمها الممثل الراحل صلاح ذو الفقار.[10]